# 施巴斯坦·拿臣
施巴斯坦·拿臣（瑞典語：Alfe Inge Sebastian Larsson，瑞典語發音：[ˈlɑːʂɔn]，1985年6月6日—），是一名瑞典職業足球員，現時效力瑞典足球超级联赛球會AIK蘇納和瑞典國家足球隊。司職中場。

## 生涯
施巴斯坦·拿臣於家鄉球隊埃斯基爾斯蒂納城和IFK埃斯基爾斯蒂納接受足球訓練，年僅16歲時被英超球會阿仙奴發掘。他在阿仙奴對彭拿典奈高斯時擔任後備，2004年10月17日他首次代表阿仙奴上陣，對曼城的賽事中擔任左閘。
2006年8月，阿仙奴把施巴斯坦·拿臣外借至伯明翰城一個賽季，並有優先購買權。在伯明翰城，拉爾森的表現出色，包括在英格蘭足總盃對紐卡素射入兩球。因此伯明翰城於2007年1月與拉爾森簽訂4年合約，轉會費100萬英鎊。2007年4月，他在對錫周三射入了伯明翰城的賽季最佳入球，他引球推進了大半場推進禁區射入。
2006/07年賽季，拉爾森被安排擔任左翼，間中填補左閘、右閘等位置。2007/08年賽季，拉爾森助球隊升上英超，在對保頓的賽事中，拉爾森成為全場最佳球員。
2007年12月，新上任的領隊決定重用拉爾森，對熱刺的賽事中，拉爾森在補時階段的進球助伯明翰城三個月內首次作客取勝。他該英超球季射入六個入球中，有3球均來自直接自由球，當中2球來自2008年3月對熱刺的兩球入球，1球來自2008年3月對樸茨茅夫，1球來自對利物浦的30碼外遠射。季末，天空體育根據全季數據把拉爾森評為英超最精確直接自由球專家。
2010/11年球季季後約滿的拿臣遲遲不肯動筆續約，伯明翰城於雖然在聯賽盃決賽爆冷門擊敗拿臣的母會阿仙奴奪冠，但卻以降班結束球季，而球會亦於2011年5月27日宣佈放棄拿臣。2011年6月22日拿臣加盟英超球會新特蘭，新約於7月1日正式生效，再次在麾下作賽。
2014年6月3日，28歲的拿臣與新特蘭續約至2017年夏季。約滿後加盟英冠侯城。

## 國際賽
拉爾森在2007年的2008年歐洲國家盃外圍賽首度獲瑞典國家足球隊徵召，2007年10月入選對列支敦士登和北愛爾蘭的賽事。對列支敦士登一場他列入後備名單，未有上陣
，但對北愛爾蘭一場沒有列入大名單內。2008年2月他才首次為瑞典上陣，在友誼賽中對土耳其上陣全場90分鐘。他入選了瑞典參加2008年歐洲國家盃的23人名單，今屆的瑞典隊平均年齡較高，在16支決賽周球隊中，瑞典平均年齡是最高的29.13歲，有10位球員已年過30，施巴斯坦·拿臣已是最年輕的一位。今屆賽事瑞典小組賽出局，拉爾森只後備上陣一場。
拉爾森參加了2020年歐洲國家盃瑞典的所有四場比賽，在安德烈斯·格蘭奎斯特缺席的情況下擔任隊長。比賽結束後，也宣布從國家隊退役。

## 榮譽

### 球會
伯明翰
- 英格蘭聯賽盃：2010-11賽季

### 個人
- 伯明翰年度最佳球員：2007-08賽季
- 伯明翰年度球員先生（Players' Player of the Year）：2007-08賽季
- 伯明翰年度最佳入球：2007-08賽季
- 新特蘭年度最佳球員（Supporters' Player of the Year）：2014-15賽季

## 外部連結
- soccerbase 施巴斯坦·拿臣數據
- 阿仙奴官方網頁 施巴斯坦·拿臣資料
- 伯明翰城官方網頁 施巴斯坦·拿臣資料
- 4thegame.com 施巴斯坦·拿臣資料
- 英超官方網頁 施巴斯坦·拿臣資料